# Sezill Hot Springs
Sezill Hot Springs är en källa i Kanada.   Den ligger i provinsen British Columbia, i den centrala delen av landet, 3 900 km väster om huvudstaden Ottawa. Sezill Hot Springs ligger 1 353 meter över havet.
Terrängen runt Sezill Hot Springs är varierad. Trakten runt Sezill Hot Springs är nära nog obefolkad, med mindre än två invånare per kvadratkilometer.. Det finns inga samhällen i närheten.
Trakten runt Sezill Hot Springs består i huvudsak av gräsmarker.